# Rives (Missouri)
Rives é uma cidade  localizada no estado americano de Missouri, no Condado de Dunklin.

## Demografia
Segundo o censo americano de 2000, a sua população era de 88 habitantes.
Em 2006, foi estimada uma população de 88, um aumento de 0 (0.0%).

## Geografia
De acordo com o United States Census Bureau tem uma área de
1,0 km², dos quais 1,0 km² cobertos por terra e 0,0 km² cobertos por água.

## Localidades na vizinhança
O diagrama seguinte representa as localidades num raio de 16 km ao redor de Rives.